# Prémio Screen Actors Guild para melhor elenco de dublês num filme
O Screen Actors Guild Award para Melhor Elenco de Dublês em Filme é um prêmio entregue pelo Screen Actors Guild. 

## Indicados e vencedores

### Década de 2000
| 2007: The Bourne Ultimatum - 300 - I Am Legend - The Kingdom - Pirates of the Caribbean: At World's End | 2008: The Dark Knight - Hellboy II: The Golden Army - Indiana Jones and the Kingdom of the Crystal Skull - Iron Man - Wanted | 2009: Star Trek - Public Enemies - Transformers: Revenge of the Fallen |

### Década de 2010
| 2010: Inception - Green Zone - Robin Hood 2011: Harry Potter and the Deathly Hallows – Part 2 - The Adjustment Bureau - Cowboys & Aliens - Transformers: Dark of the Moon - X-Men: First Class 2012: Skyfall - The Amazing Spider-Man - The Bourne Legacy - The Dark Knight Rises - Les Misérables 2013: Lone Survivor - All Is Lost - Fast & Furious 6 - Rush - The Wolverine 2014: Unbroken - Fury - Get on Up - The Hobbit: The Battle of the Five Armies - X-Men: Days of Future Past | 2015: Mad Max: Fury Road - Evereste - Furious 7 - Jurassic World - Mission: Impossible - Rogue Nation 2016: Hacksaw Ridge - Captain America: Civil War - Doctor Strange - Nocturnal Animals - Jason Bourne 2017: Wonder Woman - Baby Driver - Dunkirk - Logan - War for the Planet of the Apes 2018: Black Panther - Ant-Man and the Wasp - Avengers: Infinity War - The Ballad of Buster Scruggs - Mission: Impossible – Fallout 2019: Avengers: Endgame - Ford v Ferrari - The Irishman - Joker - Once Upon a Time in Hollywood |

### Década de 2020
2020: Wonder Woman 1984 
- The Trial of the Chicago 7
- Da 5 Bloods
- Mulan
- News of the World

2021: No Time to Die 
- Dune
- Black Widow
- The Matrix Resurrections
- Shang-Chi and the Legend of the Ten Rings

2022: Top Gun: Maverick 
- The Batman
- The Woman King
- Avatar: The Way of Water
- Black Panther: Wakanda Forever

2023: Mission: Impossible – Dead Reckoning Part One 
- Barbie
- Guardians of the Galaxy Vol. 3
- Indiana Jones and the Dial of Destiny
- John Wick: Chapter 4

2024: The Fall Guy 
- Wicked
- Gladiator II
- Dune: Part Two
- Deadpool & Wolverine